# Dicamba
Le dicamba est un désherbant organochloré actif sur un certain nombre d'adventices dicotylédones. Il a été déclaré en tant qu'herbicide aux États-Unis en 1967 et a depuis été communément utilisé aussi bien en agriculture que dans les secteurs industriels et résidentiels. C'est un dérivé du benzène, ou plus précisément de l'acide benzoïque. Il est produit par de nombreuses entreprises (25 fabricants aux États-Unis en 2010) et commercialisé sous diverses marques, notamment Banvel, Diablo, Oracle et Vanquish. Les principaux producteurs à l'échelle mondiale sont BASF, Changqing Agrochemical, Corteva, Monsanto, Syngenta et Yangnong Chemical,.

## Mode d'action
Le dicamba fait partie des herbicides agissant comme une phytohormone. À doses infimes, il peut stimuler ou interrompre la croissance des dicotylédones.
La firme Monsanto, principal producteur de dicamba dans le monde en parallèle du glyphosate (auquel certaines plantes ont développé localement une résistance), produit des espèces végétales génétiquement modifiées, résistantes au dicamba.

## Toxicité
Le dicamba est modérément toxique par ingestion pour l'homme (la DL50 orale chez le rat est de 757 mg·kg-1 de poids de corps) et faiblement toxique par inhalation (CL50 ≥ 200 mg·l-1 pour le rat) ou voie cutanée (DL50 > 2,000 mg·kg-1 pour le rat).
La plupart des données proviennent d’études sur des animaux de laboratoires, non extrapolables avec certitude à l’Humain, et ne prenant pas en compte d’éventuels effets synergiques, de long terme ou de potentialisation[réf. souhaitée].
De plus les effets varient selon les animaux étudiés : une étude n’a relevé aucun effet sur la reproduction de rats en captivité (exposés sur trois générations) mais chez la lapine le taux d’avortement augmente au-dessus de 10 mg·kg-1 et le poids des fœtus diminue à 0; 0,5; 1; 3; 10 ou 20 mg·kg-1·j-1 (distribuées du 6e au 18e jour de la gestation), avec des effets toxiques notés chez la mère. Des effets sur le foie sont notés chez la souris, mais n’ont pas été détectés chez l’homme.

## Interdiction
Le dicamba a été interdit par l’État de l'Arkansas en 2017. La compagnie Monsanto qui fait appel contre cette décision, a été déboutée en 2018.
Les réserves émises à l'encontre de son utilisation relèvent de son action nocive pour la flore (et possiblement la faune) locale — le produit, volatil, pouvant être transporté sur de longues distances après épandage, — et du principe de précaution, son action sur les divers organismes (dont l'homme) étant toujours à l'étude.

## Effet sur la santé
Il pourrait aussi interférer avec les processus de reproduction.
Symptômes d’empoisonnement chez l'homme, par le dicamba : perte d’appétit (anorexie), vomissement, douleurs et contractions musculaires (spasmes, battements de cœur), essoufflement, effets sur le système nerveux central, traces d'acide benzoïque dans l'urine, incontinence, cyanose (peau bleue), et épuisement induit par spasmes musculaires répétés.

L’inhalation peut être suivie d'irritation des cloisons nasales, des poumons et d’une perte de voix.
Le dicamba est très irritant et corrosif pour les muqueuses oculaires et l’œil qu’il peut endommager durablement en cas de projection si les yeux n’ont pas été immédiatement nettoyés (rinçage à l'eau courante durant au moins 15 minutes, qui n’exclura éventuellement pas un gonflement des paupières et une opacification de la cornée durant une semaine.

## Réglementation
Sur le plan de la réglementation des produits phytopharmaceutiques :
- pour l’Union européenne : cette substance active est inscrite à l’annexe I de la directive 91/414/CEE par la directive 2008/69/CE.
- pour la France : cette substance active est autorisée dans la composition de préparations bénéficiant d’une autorisation de mise sur le marché.

## Controverse
Pour remplacer le Roundup, la firme Monsanto pousse ce désherbant qui inquiète fortement des associations de citoyens car il est estimé que celui-ci est 75 à 400 fois plus dangereux que le glyphosate pour les plantes environnantes et les insectes.
Cet herbicide inquiète d'autant plus les associations que celui-ci est un produit partiellement volatil dont une partie de la dose appliquée peut rester en suspension ou s'évaporer après épandage (avant absorption ou dégradation donc sous forme active) avec donc un risque d'effets à distance de la zone d'épandage sous le simple effet du vent.
Par ailleurs une ferme bio a été obligée de détruire ses propres récoltes après avoir été contaminées par du dicamba utilisé à des kilomètres,.
En 2017, 2 700 agriculteurs, dans 24 États américains, ont porté plainte contre Monsanto et BASF pour des dégâts sur leur culture dus à des épandages non controlés de dicamba.